# Бантри
Вижте пояснителната страница за други значения на Бантри.
Бантри (на английски: Bantry; на ирландски: Beanntraí) е град в западната част на южна Ирландия, графство Корк на провинция Мънстър. Разположен е на източния бряг на едноименния залив Бантри на Атлантическия океан. Основан е през 1750 г. Има летище. Имал е жп гара от 22 октомври 1892 г. до 1 април 1961 г. Населението му е 3309 жители от преброяването през 2006 г. 